# Ragnarssona þáttr
Þáttr af Ragnars sonum eller Ragnarssona Þáttr på dansk også Totten om Ragnars sønner er en fornaldersaga fra Island, skrevet omkring år 1300. Teksten er overleveret i manuskriptet Hauksbók. Sagaen handler om til Regnar Lodbrogs sønner og de 2-3 første kapitler er identiske med Regnar Lodbrogs saga.
I overskriften står det: "Her fortælles om Regnars sønner og hvor mange konger som nedstammer fra dem." Sagaen starter med kong Sigurd Rings død og hans søn Regnar Lodbrogs magtovertagelse. Regnar gifter sig med Tora Borgarhjort, datter til den legendariske kong Herraud som er omtalt i Bosi og Herrauds saga. Regnar og Tora får sønnerne Erik og Agnar. Efter Toras død gifter Regnar sig med Åslaug Sigurdsdatter, også kendt under navnet Randalin eller Kraka, datter af Sigurd Fafnersbane og Brynhild Budladatter. De får børnene Ivar Benløs, Halfdan Ragnarsson og Sigurd Orm-i-Øje.
Erik og Agnar bliver dræbt af svenskekongen Eystein, men de andre sønner dræber Eystein og hævner deres halvbrødre. Senere får Regnarssønnerne bud om at Regnar var dræbt af kong Ælla II af Northumbria i England. Dødsbudskabet går meget stærkt ind på dem, og Regnarssønnerne ledet af Ivar Benløs drager så til England og hævner deres fader ved at dræbe kong Ælla.
Den islandske litteraturforsker Finnur Jónsson hævder at sagaen om Regnarssønnerne er en forholdsvis ubetydelig saga og at den er en gendigtning af en ældre, mer fuldstændig, saga.